# Eusebios av Caesarea
Eusebios av Caesarea, född 263, död 339, var en kyrklig författare i traditionen från Origenes och biskop av Caesarea i Palestina från cirka 313.
Eusebios stod kejsar Konstantin nära och uppfattade hans styre som uppfyllelsen av Guds rike på jorden. Eusebios var den främste lärde inom kyrkan på sin tid.
Bland annat författade han den första kyrkohistorien och kallas ”kyrkohistoriens fader”. Denna bok, Kyrkohistoria (grekiska: Ἐκκλησιαστικὴ ἱστορία) är en mycket betydelsefull historisk källa. Den har utkommit i svensk översättning av Olof Andrén (3:e upplagan 2007).
Chronicon (grekiska: Παντοδαπὴ ἱστορία Pantodape historia, det vill säga "Universalhistoria") var ett verk i två böcker och daterade skapelsen Anno Mundi till 5199 f.Kr.